# جوليان مارلي
جوليان مارلي (بالإنجليزية: Julian Marley)‏ هو موسيقي ومغني بريطاني، ولد في 4 يونيو 1975 في لندن في المملكة المتحدة.

## وصلات خارجية
- جوليان مارلي على موقع IMDb (الإنجليزية)
- جوليان مارلي على موقع ميوزك برينز (الإنجليزية)
- جوليان مارلي على موقع أول ميوزيك (الإنجليزية)
- جوليان مارلي على موقع ديسكوغز (الإنجليزية)